# Plumatella fruticosa
Plumatella fruticosa är en mossdjursart. Plumatella fruticosa ingår i släktet Plumatella och familjen Plumatellidae. Inga underarter finns listade i Catalogue of Life.